# José Güell y Renté
Don José Lorenzo Buenaventura Güell y Renté  (Havanna, Kuba, Spanyol Birodalom, 1818. szeptember 14. – Madrid, Spanyol Királyság, 1884. december 20.), spanyol író, liberális politikus, a 19. századi spanyol politikai élet aktív szereplője, aki 1848-ban vetette feleségül Jozefina Ferdinanda infánsnőt, Ferenc spanyol király testvérét.

## Életpályája
Jogot tanult, sok évig ügyvéd volt Havannában, azután Spanyolországba ment. 1848-ban feleségül vette Jozefa infánsnőt, Ferenc király hugát. 1854-től ő vezette a forradalmi mozgalmat. Az 1856 évi forradalomban is részt vett, de aztán visszavonult a politikai élettől és leginkább Párizsban tartózkodott. 1879-ben szenátorrá nevezték ki. Nagy irodalmi munkásságot fejtett ki. 

## Művei
Írt költeményeket: Lagrimas del corazón; Duelos del corazón (Valladolid 1854); Poesias (Párizs,  1881); drámát: Don Carlos (1879); prózát: Pensamientos eristianos, filosóflcos y políticos (Valladolid 1854); Traditions américaines (Paris 1861); Légendes du Montserrat (1886); Légende de Oathórine Osscma (1873); Les deux folies (1879); Philippe II et don Carlos dovant l'histoire (Paris 1878); Los restos de Colón (ugyanott, 1884). 

## Forrás
- Révai Nagy Lexikona, 9. kötet: Gréc- Herold (1913) 63. old.